# Laserdrome-Entscheidung
Als Laserdrome-Entscheidung wird das Urteil des Europäischen Gerichtshofs (EuGH) vom 14. Oktober 2004 bezeichnet, in dem es um die Zulässigkeit eines behördlichen Verbots zum Betrieb eines sogenannten Laserdromes geht. Die in dem Spiel mit Laserzielgeräten simulierten Tötungshandlungen stellten nach Ansicht der zuständigen deutschen Behörde  eine Verletzung der in Art. 1 Abs. 1 Satz 1 des Grundgesetzes verankerten Menschenwürde dar.

## Sachverhalt
Die Klägerin, eine Spielhallen- und Automatenaufstellungs-GmbH, betrieb in Bonn seit 1. August 1994 eine schießstandähnliche Anlage namens „Laserdrome“, bei der sich Spieler Laserpistolen und sonstiger technischer Einrichtungen bedienen konnten, um ein gegenseitiges Beschießen zu simulieren. Die dafür vorgesehenen technischen Ausstattungen, nämlich Westen mit Sensorenempfängern und Laserzielgeräte, wurden von einer in Großbritannien ansässigen Firma am 2. Dezember 1994 bestellt. 
Die beklagte Stadt Bonn hatte die Klägerin zuvor aufgefordert, den genauen Spielablauf zu schildern und mit einem Schreiben vom 22. Februar 1994 mitgeteilt, das Unterlassen der Tätigkeit der Klägerin zu verlangen, wenn sich herausstellen sollte, dass beim Spiel „spielerisches Töten“ stattfindet. Am 18. März 1994 entgegnete die Klägerin, dass es sich bei dem Spiel lediglich darum handele, die auf den Westen befindlichen Sensorenempfänger zu treffen.
Am 14. September 1994 untersagte die Beklagte mit Ordnungsverfügung nach dem nordrhein-westfälischen Ordnungsbehördengesetz (§ 14 OBG NW) den Betrieb der Klägerin. Die in der betriebenen Anlage gespielten Spiele stellten eine Gefahr für die öffentliche Ordnung dar, weil die simulierten Tötungshandlungen und die damit einhergehende Verharmlosung von Gewalt gegen die grundlegenden Wertvorstellungen der Allgemeinheit verstießen. Für den Fall einer Zuwiderhandlung wurde der Klägerin ein Zwangsgeld in Höhe von 10.000 DM pro Spiel angedroht. 
Widerspruch, Klage und Berufung der Klägerin blieben erfolglos. 
Das Bundesverwaltungsgericht (BVerwG) als Revisionsinstanz beschrieb den Spielablauf folgendermaßen: 

„Das Spiel sei nach seinen Regeln darauf angelegt, dass nicht nur auf fest installierte Ziele, sondern auch und gerade auf Menschen ‚geschossen’ werde und damit Tötungshandlungen simuliert würden. Der Schütze müsse stets auf die Körpermitte des Gegners zielen, damit der Treffer zähle. Die Spieler würden so zu kriegsähnlichen, nahkampfgleichen Verhaltensmustern gezwungen. Die durch das reale körperliche Gegenüber mehrerer Menschen gekennzeichnete Spielsituation werde durch die Ausstattung realitätsnah ergänzt. Die benutzten Laserwaffen wiesen große Ähnlichkeit mit einer Maschinenpistole auf. Die von den Spielern getragene Weste erwecke den Eindruck einer passiven Bewaffnung. Die in der Halle aufgebauten Hindernisse und Tarnmöglichkeiten erweiterten die Variationsmöglichkeiten des simulierten Nahkampfes. Der Einsatz von Tarnnetzen und Nebeleffekten verstärke die Kampfatmosphäre.“

Im Wege eines Vorabentscheidungsverfahrens legte das BVerwG dem EuGH die Frage vor, ob die Untersagungsverfügung mit der im Gemeinschaftsrecht verankerten Dienstleistungs- und Warenverkehrsfreiheit vereinbar sei.

## Entscheidung des EuGH
Nach Ansicht des EuGH steht das Gemeinschaftsrecht einem nationalen Verbot einer gewerblichen Veranstaltung von Spielen mit simulierten Tötungshandlungen an Menschen, das zum Schutz der öffentlichen Ordnung wegen einer in dieser Tätigkeit gesehenen Verletzung der Menschenwürde erging, nicht entgegen.
Die Gemeinschaftsrechtsordnung ziele unbestreitbar auf die Gewährleistung der Achtung der Menschenwürde als eines allgemeinen Rechtsgrundsatzes ab. Der Schutz dieses Rechts stelle ein berechtigtes Interesse dar, das grundsätzlich geeignet ist, die Grundfreiheiten wie den freien Dienstleistungs- und Warenverkehr zu beschränken. Die Maßnahmen zum Schutz der öffentlichen Ordnung fielen zudem unter eine der in Artikel 46 EG aufgezählten Ausnahmen vom freien Dienstleistungsverkehr, müssten jedoch verhältnismäßig sein. Die streitige Verfügung, mit der nur die Variante des Laserspiels untersagt werde, bei der es darum gehe, auf menschliche Ziele zu schießen und somit das Töten von Personen zu spielen, gehe nicht über das hinaus, was zur Erreichung des von den zuständigen nationalen Behörden verfolgten Zieles erforderlich sei.
Das BVerwG schloss sich der bereits von den Instanzgerichten vertretenen Rechtsauffassung an, wonach die in Art. 1 Abs. 1 GG garantierte Menschenwürde durch das von der Klägerin angebotene Laserdrome-Spiel verletzt werde, und wies die Revision mit Urteil vom 13. Dezember 2006 zurück.